# Camerata Cornello
Camerata Cornello – miejscowość i gmina we Włoszech, w regionie Lombardia, w prowincji Bergamo.
Według danych na styczeń 2009 gminę zamieszkiwały 624 osoby przy gęstości zaludnienia 45,6 os./1 km².